# Шевченко, Никита Русланович
Ники́та Русла́нович Шевче́нко (укр. Микита Русланович Шевченко; род. 26 января 1993, Горловка, Донецкая область) — украинский футболист, вратарь клуба «Александрия».

## Клубная карьера
Родился 26 января 1993 года в городе Горловка. Воспитанник футбольной школы донецкого «Шахтёра». Около года учился в школе «горняков», затем четыре года находился в клубной академии. В молодёжной команде играл с 2006 по 2009 год. Летом 2009 года Никита попал в заявку первой команды, но играл только за молодёжную команду. В начале 2011 году вратарь был отдан в аренду в мариупольский «Ильичёвец», однако и здесь выступал исключительно в молодёжном первенстве. Летом 2012 года вернулся в «Шахтёр», где провёл ещё один сезон в «молодёжке», а также был в заявке в победном для «горняков» Суперкубке Украины 2012, но на поле так и не вышел.
Летом 2013 года Шевченко отправился в аренду в луганскую «Зарю», где также сначала был вратарём молодёжной команды. Только 25 сентября дебютировал за основную команду в матче Кубка Украины против перволигового краматорского «Авангарда» (1:3), от которого неожиданно пропустил три гола и не помог команде пройти в следующий этап. После этого Никита снова стал выступать исключительно за вторую команду.
Дебютировал на взрослом уровне в матчах Премьер-лиги Шевченко 6 апреля 2014 года в матче против «Ильичёвца» (3:0), после чего стал основным вратарем команды. Причем первый гол Никита пропустил только в третьей игре против «Металлиста» (1:1). Всего до конца сезона сыграл в 8 матчах чемпионата, в которых пропустил всего 3 гола. Летом 2014 года «Заря» продолжила аренду футболиста.
В начале сентября 2018 года перешёл на правах аренды во львовские «Карпаты» до конца сезона 2018/19. В 2019 году стал игроком футбольного клуба «Заря». На матч 2 — о квалификационного этапа Лиги Европы против «Будучности» вышел с капитанской повязкой.

## Выступления за сборные
В 2008 году дебютировал в составе юношеской сборной Украины, принял участие в 12 играх. С 2013 года вызывался в состав молодёжной сборной Украины, сыграл в трёх официальных матчах, в которых пропустил два гола.
В ноябре 2014 года был вызван в национальную сборную Украины на матчи против Люксембурга и Литвы. Долгих 6 лет не вызывался в сборную и вот в октябре 2020 года был вызван на матч против Испании, но так и не сыграл.

## Достижения
«Шахтёр» (Донецк)
- Чемпион Украины (3): 2012/13, 2016/17, 2017/18
- Обладатель Кубка Украины (3): 2012/13, 2016/17, 2017/18
- Обладатель Суперкубка Украины (2): 2012, 2017

«Александрия»
- Серебряный призёр чемпионата Украины: 2024/25